# ポインティング (小惑星)
ポインティング (11063 Poynting) は小惑星帯に位置する小惑星。ベルギーの天文学者エリック・エルストがヨーロッパ南天天文台で発見した。
ポインティング・ロバートソン効果などで知られる、イギリスの物理学者ジョン・ヘンリー・ポインティングから命名された。